# C99
ISO C99 – termin odnoszący się do standardu języka C, oznaczonego formalnie jako ISO/IEC 9989:1999. Został wydany w 1999 roku przez ISO, a w marcu 2000 roku został przyjęty przez ANSI. Standard ten opiera się w większości na standardzie ANSI X3.159-1989 (później także ISO/IEC 9899:1990), znanym również jako ANSI C lub C89.
Standard ISO C99 wprowadził kilka nowości do języka C, z których część była już wcześniej dostępna jako rozszerzenia kompilatorów. Do takich zmian można zaliczyć:
- funkcje inline (znane z języka C++, ale w C99 z inną semantyką[2])
- dodanie słowa kluczowego restrict
- możliwość deklaracji zmiennych w dowolnym miejscu w programie (przyjęte z języka C++)
- kilka nowych wbudowanych typów zmiennych takich jak typ logiczny czy long long int
- tablice o zmiennej liczbie elementów
- komentarze w stylu C++ zaczynające się od // i kończące wraz z końcem linii
- nowe standardowe funkcje oraz pliki nagłówkowe: complex.h, fenv.h, inttypes.h, stdbool.h, stdint.h i tgmath.h
- typ bool zawarty w nagłówku stdbool.h

Kompilator GCC od wersji 4.5 jest niemal całkowicie zgodny ze standardem ISO C99. O wiele gorzej jest z implementacją tego standardu w kompilatorach firm Microsoft oraz Borland, które większą uwagę przywiązują do rozwoju narzędzi do programowania w języku C++.